# Caridad Canelón
 Caridad Angélica Canelón Zambrano (Caracas; 16 de mayo de 1955) es una actriz y cantante venezolana, la cual ha participado en teatro, cine y televisión.

## Filmografía

### Televisión

#### Series
- Prueba de Fe (2016) | Televen (Producción: Vip2000 y Nirvana Films)  | Episodio "Juan Pablo II" | Doña Beatriz
- Escándalos (2016) | Televen (Producción: Vip2000 y Nirvana Films) | Episodio "Sonata Nocturna" | Enfermera
- Escándalos (2016) | Televen (Producción: Vip2000 y Nirvana Films) | Episodio "El Doble" | Ona Subari
- El cordón de plata (1983, conocida también como Mentes transplantadas) | RCTV |
- Nueve Meses (1983) | RCTV |
- Quiero ser (1981) | RCTV | Astrid
- Sor Alegría (1967) | Venevisión | Teresita / Pochito

#### Telenovelas
- Corazón traicionado (2018) | RCTV Producciones | Gertrudis Sotillo de Corona
- La virgen de la calle (2014) | Televisa y R.T.I. Colombia | Azucena Pérez
- Las Bandidas (2013) | Televisa, R.T.I. Colombia y RCN Televisión | Zenaida "Yaya" Mijares
- Mi ex me tiene ganas (2012) | Venevisión | Felipa Franco
- Que el cielo me explique (2011) | RCTV Internacional | Raiza Morales
- ¿Vieja yo? (2008-2009) | Venevisión | Aracelis Sánchez
- Aunque Mal Paguen (2007-2008) | Venevision | Maria de Salazar
- Ciudad Bendita (2006-2007) | Venevisión | Peregrina
- Se solicita Príncipe Azul (2005) | Venevisión | India Pacheco
- Negra consentida (2004-2005) | RCTV | Trinidad Guaramato de Blanco
- Engañada (2003) | Venevisión | Aurora Leal
- Las González (2002) | Venevisión | Hortensia
- Mambo y canela (2002) | Venevisión | Agua Santa
- Guerra de mujeres (2001) | Venevisión | Bienvenida de Gamboa
- Hechizo de amor (2000) | Venevisión | Salomé Hernández
- Amantes de luna llena (2000) | Venevisión | Juana Mayo
- Toda mujer (1999-2000) | Venevisión | Rebeca
- El país de las mujeres (1998-1999) | Venevisión | Arcadia Gómez de Peña
- Cambio de piel (1997-1998) | RCTV | Leyla Daoud
- Llovizna (1997) | Marte TV | Marhuanta Sánchez
- Los Amores de Anita Peña (1996) | RCTV |  Monstrico.
- Ilusiones (1995) | RCTV | Ximena Ferrini
- Gardenia (1990) | RCTV | Gardenia Montiel
- Alondra[1] (1989) | RCTV | Mónica
- Señora (1988) | RCTV | Constitución Méndez
- Atrévete (1986) | RCTV | Mariela Román
- La salvaje (1984) | RCTV | Maribella Robles
- Chao, Cristina (1983) | RCTV | Dulce María Acevedo
- La Goajirita (1982) | RCTV | Analía
- La señorita Perdomo (1982) | RCTV | Srta. Perdomo
- Maite (1981-1982) | RCTV | Maite
- Elizabeth (1981) | RCTV | Elizabeth Zambrano
- Marielena (1981) | RCTV | Haydée
- Tres mujeres (1978-1979) | Venevisión | Carmeliana Guárate
- Rafaela (1977-1978) | Venevisión | Belén Martínez
- La Zulianita (1976-1977) | Venevisión | Dorita
- Cumbres Borrascosas (1976-1977) | Venevisión | Cathy Linton
- Mariana de la noche (1975-1976) | Venevisión | India
- Mamá (1974-1975) | Venevisión | Lulito
- Una muchacha llamada Milagros (1973-1974) | Venevisión | Purita
- Peregrina (1973) | Venevisión | Alina
- María Teresa (1972) | Venevisión | Rosita
- Esmeralda (1970-1971) | Venevisión | Florcita

#### Programas Especiales de Televisión
- La Madre María de San José (1995) | RCTV | Madre María de San José
- La Virgen de la Chiquinquirá (1983) | RCTV |
- Soledad (1982, Dirección de Doris Wells) | RCTV |
- La noche de las ratas (1982) | RCTV |
- Ellos Regresan (1980) | Venevisión | Rosalía
- Carmilla (1976) | Venevisión |
- La Muñeca (1964) | Venevisión |

### Cine
- Ámbar (2018) | Nohelia
- La virgen negra (2008) | Leonor
- Soltera y sin compromiso (2006) | Película para TV | Olga González
- Al borde de la línea (2002) | Alma
- Aguas turbulentas (2002) | Película para TV | Eneida
- Vía crucis en el barrio (1992) | Película para TV

## Teatro
- Esperando al Italiano de Mariela Romero (Director: Tullio Cavalli, Miami, Florida, Estados Unidos)
- Chamaco de Abel González Melo (2017, Director: Mario Crespo. Caracas, Venezuela)
- OK de Isaac Chocrón (2019, Director: Martín Hahn. Caracas, Venezuela)